# 胜利堂 (库斯科)
胜利堂（Iglesia del Triunfo）是一座罗马天主教教堂，位于秘鲁库斯科市中心的兵器广场北侧，与毗邻的库斯科主教座堂和圣家堂构成占地3918平方米的建筑群，构成该市历史中心最重要的宗教建筑群。 
该堂供奉圣母升天，创建于1534年，目前的教堂建于1729-1732年，巴洛克风格。